# Concha Michel
Concepción Michel (21 de mayo de 1895–27 de diciembre de 1991), conocida como Concha Michel, fue una cantante, compositora, activista política comunista, dramaturga e investigadora mexicana que publicó varios estudios sobre la cultura de las comunidades indígenas y fue una de las pocas mujeres que se desenvolvió en el género del corrido. Fundó el Instituto del Folclore en Michoacán y fue una de las primeras coleccionistas de folclore y protectora de las tradiciones del pueblo mexicano. Llegó a ser un icono cultural que se relacionó con dos presidentes y una amplia gama de los más destacados artistas de México, como: Diego Rivera, Frida Kahlo, Guadalupe Marín, Tina Modotti, Elena Poniatowska y Anita Brenner, entre otros.

## Primeros años
Concepción Michel nació en 1895 en Villa Purificación, Jalisco, México. Su abuelo, Louis Michel, fue uno de los caciques de la costa jalisciense donde Concha nació. Después de su nacimiento, la familia se trasladó a Salina Cruz, Oaxaca, donde su padre fue contratado para comerciar con buques. Era una niña precoz y sus padres la enviaron a la edad de siete años a la escuela en el Convento de San Ignacio de Loyola, que su abuelo había construido en el pueblo de Ejutla, Jalisco. Permaneció allí cuatro años y aprendió a cantar y tocar la guitarra, pero fue expulsada después de incitar a otras estudiantes a huir y tratar de prender fuego a uno de los santos. Quedó huérfana desde muy joven y su hermana Albina, que era 15 años mayor, fue quien más la apoyó, cuando aceptó una beca para estudiar ópera en el Conservatorio de Guadalajara. Las fechas de los eventos durante este período, según Jocelyn Olcott, son difíciles de identificar, pero Michel tuvo una hija antes de cumplir 15 años, vivió brevemente en Nueva York, regresó a México, se casó, tuvo un hijo y se divorció.

## Activismo
Michel se unió al Partido Comunista Mexicano (PCM) en 1918 y comenzó una relación que duraría toda la vida con Hernán Laborde, secretario general y primer diputado del Partido Comunista Mexicano. Para 1925 había conseguido que el gobierno se interesara en su proyecto de documentar canciones indígenas y de 1925 a 1926 viajó por todo el país para recopilar ejemplos del folclore y canciones tradicionales para la Secretaría de Educación Pública (SEP).
Decidió mudarse a Nueva York en 1932, donde asistió a la escuela de Ciencias Sociales por cerca de un año. Mientras que estaba en Nueva York cantó para John D. Rockefeller en una fiesta de cumpleaños en su casa y asistió a una inauguración celebrada en el Museo de Arte Moderno donde ganó 1200 dólares. Sus ganancias las utilizó para viajar a Europa y la Unión Soviética.
Su propósito de ir a Rusia era estudiar las condiciones de las mujeres en un país socialista, una vez allí conoció a Alexandra Kollontai, Nadezhda Krupskaya y Clara Zetkin y también se encontró con su amiga Tina Modotti. Cerca del final de 1933, Michel volvió de la Unión Soviética y fue contratada nuevamente por el Programa de Misiones Culturales de la SEP como «organizadora rural». Sus planes eran ayudar a las mujeres a adquirir tierras independientes de sus padres o maridos, para que esos colectivos de mujeres pudieran cultivarlas como medio de subsistencia. No era feminista, aunque más adelante algunas activistas la considerarían como protofeminista, pues apoyaba el trabajo para disminuir las diferencias de género. Michel creía que el apoyo y colaboración de los hombres en los proyectos de las mujeres eran vitales para su éxito. De cualquier forma, su franco desacuerdo con el Partido Comunista Mexicano en asuntos relacionados con la mujer llevó a su expulsión del partido en 1933. Su respuesta fue publicar un panfleto llamado Marxistas y «marxistas», donde explicaba sus opiniones sobre «el asunto de la mujer».
En 1936, Michel condujo un grupo de cerca de 250 mujeres que invadieron una de las propiedades del presidente Plutarco Elías Calles, demandando que ahí debería de construirse un centro de capacitación para mujeres, puesto que la revolución no les había dado nada a las mujeres rurales. Los guardias del presidente retiraron a las mujeres mientras Michel negociaba con él. Aunque sus reclamos no tuvieron éxito, se ganó el apoyo de las autoridades y Lázaro Cárdenas, el sucesor de Calles, le envió una misiva en la que le comunicaba que le otorgaría una propiedad para fundar un centro de capacitación. En los siguientes años ayudó a reorganizar el extinto Instituto Revolucionario Femenino, junto a otras comprometidas con el tema de la mujer; fue secretaría de Acción Femenil de la Confederación Campesina Mexicana de 1936 a 1939; y estuvo muy involucrada en la formulación de políticas federales.

## Arte revolucionario
El nombramiento de José Vasconcelos Calderón como secretario de Educación Pública en 1921 fue uno de los momentos clave en el mundo del arte mexicano. Vasconcelos propuso que los mejores artistas del país promovieran la filosofía y los ideales de la Revolución mexicana para el público en gran parte inculto. Los artistas de izquierda vieron este apoyo como un medio para producir arte que reflejara intensamente la ideología comunista. Michel proporcionó el acompañamiento vocal a los registros visuales del movimiento muralista mexicano realizados por Tina Modotti, Aurora Reyes, Frida Kahlo y otros. Los temas centrales del arte de este período eran exaltaciones al socialismo y comunismo, los trabajadores y alusiones a la cultura indígena como cartucheras, banderas, guitarras, manos, machetes, campesinos y clasismo de oposición.
El 3 de diciembre de 1929, Modotti abrió una exposición en la Biblioteca Nacional de México y Concha Michel realizó una presentación en la exhibición. Michel viajó por todo México con el presidente Cárdenas, asistiendo a mítines y encuentros masivos, usando su música para promover sus ideales políticos y contar historias de la revolución. Presentó a Diego Rivera con su futura esposa, Lupe Marín; Marín, Modotti y Michel serían modelos para varias de las obras del pintor. En la última exposición de Kahlo en 1953, Michel estaba a su lado.
Además de componer canciones, escribió diez obras de teatro. Mientras viajó por el país con Cárdenas, recopiló alrededor de 5000 canciones indígenas y luchó por encontrar quien estuviera interesado en publicarlos. Finalmente, parte de su colección de Cantos indígenas de México se publicó en 1951.

## Puntos de vista sobre las mujeres
A lo largo de su vida, Michel trabajó para mejorar la vida de las mujeres. La suya no era una visión feminista; prefería, en su lugar, concentrarse en la dualidad de la humanidad. No abogaba por la igualdad, pero en cambio creía que era necesario que los hombres y las mujeres trabajaran juntos reconociendo que sus roles tenían la misma importancia.
En 1936 redactó y publicó junto a Juana Belén Gutiérrez el opúsculo, La República Femenina, s.p.i. 1936. En él proponían que la liberación femenina debía sustentarse en la propia naturaleza de las mujeres, es decir en su capacidad de creación, y no en la imitación de las actividades masculinas.
Junto con otras ocho mujeres, entre ellas Aurora Reyes, Natalia Moguel y Antonieta Rascón, firmó un documento en la década de 1980 que se llamaba La dualidad. En el documento, se pedía acción mundial para reconocer la dualidad de hombre y mujer y pedir la inclusión de mujeres y hombres en la lucha contra el patriarcado.

## Vida privada
Cuando tenía alrededor de quince años, Michel tuvo una hija llamada Yolia con un estudiante de derecho de Chihuahua de nombre Fernando Cásares. Dejó a su hija en un hospicio para poder trabajar; la niña contrajo neumonía y murió cuando tenía diecisiete meses. Cuando todavía estaba de luto, se casó con Pablo Rieder, un austríacoalemán que era veinte años mayor, con quien tuvo un hijo a quien llamó Godofredo. La pareja se divorció poco después del nacimiento del niño. En 1918, comenzó una relación con Hernán Laborde, que sería su compañero de vida.[cita requerida]